# Senat von Arizona

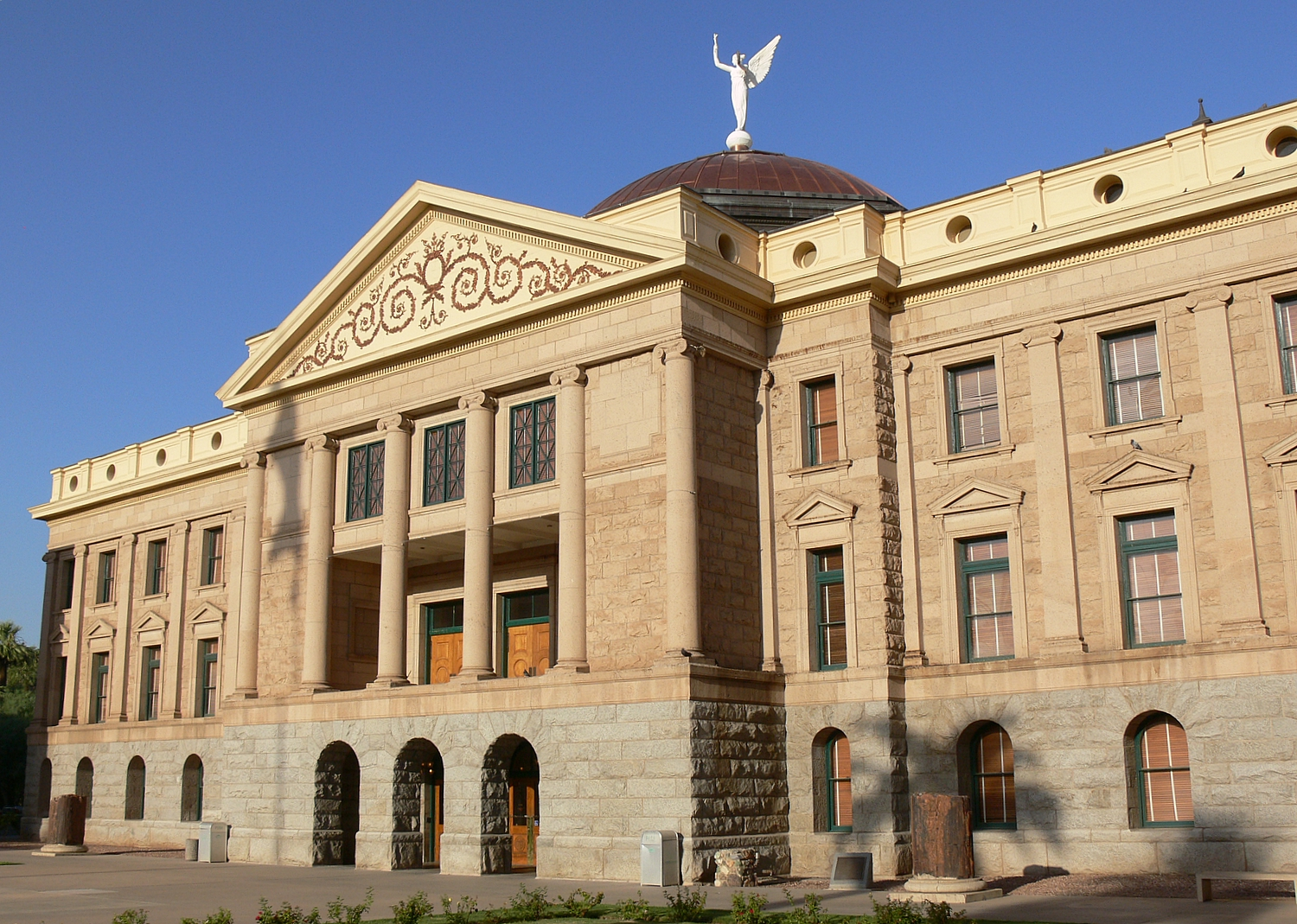
Arizona State Capitol in Phoenix

Der Senat von Arizona (Arizona State Senate) ist das Oberhaus der Arizona Legislature, der Legislative des US-Bundesstaates Arizona.
Die Parlamentskammer setzt sich aus 30 Senatoren zusammen, die jeweils einen Wahldistrikt repräsentieren. Jede dieser festgelegten Einheiten umfasst eine Zahl von durchschnittlich 171.021 Einwohnern (Stand 2000). Die Senatoren werden jeweils für zweijährige Amtszeiten gewählt; eine Beschränkung der Amtszeiten existiert in der Hinsicht, dass jeweils nur vier nacheinander folgende Amtszeiten (acht Jahre) abgeleistet werden können.
Der Sitzungssaal des Senats befindet sich gemeinsam mit dem Repräsentantenhaus im Arizona State Capitol in der Hauptstadt Phoenix.

## Aufgaben des Senats
Wie in den Oberhäusern anderer US-Staaten und Territorien sowie im US-Senat fallen dem Senat von Arizona im Vergleich zum Repräsentantenhaus spezielle Aufgaben zu, die über die Gesetzgebung hinausgehen. So obliegt es dem Senat, Nominierungen des Gouverneurs in dessen Kabinett, weitere Ämter der Exekutive sowie Kommissionen und Behörden zu bestätigen oder zurückzuweisen.

## Struktur der Kammer
Arizona ist neben Maine, Oregon und Wyoming einer von vier US-Staaten, die das Amt des Vizegouverneurs abgeschafft haben. Dieses Amt fungiert in den meisten Oberhäusern, sowie dem US-Repräsentantenhaus (mit dem Vizepräsidenten), als Oberhaupt der jeweiligen Parlamentskammer. Stattdessen wurde ein gesonderter Senatspräsident in Oregons Exekutive geschaffen.
Der Senatspräsident nimmt nur an Abstimmungen teil, um bei Pattsituationen eine Entscheidung herbeizuführen. In Abwesenheit von ihm steht der jeweilige Präsident pro tempore den Plenarsitzungen vor. Dieser wird von der Mehrheitsfraktion des Senats gewählt und später durch die Kammer bestätigt. Derzeitiger Senatspräsident ist der Republikaner Russell Pearce aus dem 18. Wahlbezirk (Mesa); Präsident pro tempore ist die Republikanerin Sylvia Allen aus dem 5. Wahlbezirk (Gila County und Snowflake).
Zum Mehrheitsführer (Majority leader) der Republikaner wurde Scott Bundgaard aus dem 4. Wahlbezirk (Yavapai County und Maricopa County) gewählt; Oppositionsführer (Minority leader) ist der Demokrat David Schapira aus dem 17. Wahlbezirk (Phoenix und Tempe).

## Zusammensetzung der Kammer
- Demokraten: 12
- Republikaner: 18

| Partei   | Partei                 | Abgeordnete |
| -------- | ---------------------- | ----------- |
|          | Republikanische Partei | 18          |
|          | Demokratische Partei   | 12          |
| Summe    | Summe                  | 30          |
| Mehrheit | Mehrheit               | 12          |

## Senatoren 2011–2013
| District                                       | Senator               | Partei | Amtszeitbegrenzung |
| ---------------------------------------------- | --------------------- | ------ | ------------------ |
| Prescott – Coconino County                     | Steve Pierce          | Rep    | 2016               |
| Flagstaff – Navajo & Apache Cities             | Jack Jackson          | Dem    | 2018               |
| Mohave County – La Paz County N.               | Ron Gould             | Rep    | 2012               |
| Yavapai County South – Maricopa County N.      | Judy Burges           | Rep    |                    |
| Gila County – Snowflake                        | Sylvia Tenney Allen   | Rep    | 2016               |
| Phoenix North – Cave Creek                     | Lori Klein            | Rep    | 2018               |
| Phoenix North-North-East – Carefree            | Nancy Barto           | Rep    | 2018               |
| Phoenix North-East – Scottsdale                | Michelle Reagan       | Rep    | 2018               |
| Phoenix North-West – Sun City – Peoria         | Rick Murphy           | Rep    | 2018               |
| Phoenix North Central – Glendale               | Linda Gray            | Rep    | 2012               |
| Phoenix East – Paradise Valley                 | Adam Driggs           | Rep    | 2018               |
| Phoenix West – Litchfield Park                 | John Nelson           | Rep    | 2018               |
| Phoenix South-West – Tolleson                  | Steve Gallardo        | Dem    | 2018               |
| Phoenix South Central                          | Robert Meza           | Dem    | 2018               |
| Phoenix South-East Central                     | David Lujan           | Dem    |                    |
| Phoenix South – Guadalupe                      | Leah Landrum Taylor   | Dem    | 2014               |
| Phoenix South-East – Tempe                     | David Schapira        | Dem    | 2018               |
| Mesa West (South-East out Phoenix)             | Jerry Lewis           | Rep    | 2018               |
| Mesa East (South-East out Phoenix)             | Rich Crandall         | Rep    | 2018               |
| Phoenix South – Chandler West                  | John McComish         | Rep    | 2018               |
| Chandler – Queen Creek (South-East Phoenix)    | Steve Yarbrough       | Rep    | 2018               |
| Gilbert – Mesa South – Gold Camp (Gold Canyon) | Andy Biggs            | Rep    | 2018               |
| Pinal County                                   | Rebecca Rios          | Rep    | 2018               |
| Yuma County – La Paz County South              | Don Shooter           | Rep    | 2018               |
| Pima County W. – Cochise County                | Gail Griffin          | Rep    | 2018               |
| Oro Valley – Catalina (Tucson North)           | Al Melvin             | Rep    | 2016               |
| Tucson West – Tucson                           | Olivia Cajero Bedford | Dem    | 2018               |
| Tucson North                                   | Paula Aboud           | Dem    | 2014               |
| Tucson                                         | Linda J. Lopez        | Dem    | 2016               |
| Green Valley (Tucson South-East)               | Frank Antenori        | Rep    | 2018               |